# Мацук, Андрей Владимирович
Андре́й Влади́мирович Мацу́к (бел. Андрэй Уладзіміравіч Мацук; род. 4 декабря 1978 или 1978, Полоцк, Витебская область, Беларусь) — белорусский историк, специалист по политической истории Великого княжества Литовского XVIII века. Доктор хабилитированный (2021).

## Биография
Родился в 1978 году в городе Полоцке. Окончил исторический факультет Полоцкого государственного университета в 2001 году.
В 2005 году защитил кандидатскую диссертацию «Борьба магнатских группировок на белорусских землях ВКЛ за политическое верховенство (1717–1763 гг.)». 
Научная степень хабилитированного доктора присвоена в 2021 г. решением Научного совета Института истории им. Тадеуша Мантейфеля Польской академии наук. 
Женат.

## Трудовая деятельность
После защиты кандидатской диссертации с 2005 по 2020 год работал в Институте истории Национальной академии наук Беларуси.
- 2005—2006 гг. — младший научный сотрудник.
- 2006—2010 гг. — научный сотрудник.
- 2010—2019 гг. — старший научный сотрудник
- 2019—2020 гг. — ведущий научный сотрудник отдела истории Беларуси Средних веков и начала Нового времени.

## Гражданская деятельность
24 сентября 2020 года был задержан недалеко от собственного дома в связи с участием в акциях протеста против результатов выборов президента РБ 9 августа 2020. На следующий день суд вынес постановление об административном аресте А.Мацука на 13 суток. В ноябре 2020 г. после массового увольнения из Института истории Национальной академии наук Беларуси его коллег, выступил одним из инициаторов открытого письма в их защиту и после переговоров с дирекцией отказался от продолжения контракта в знак солидарности с ними. 11 декабря 2020 года вместе с несколькими соседями был задержан сотрудниками ДФР КГК Республики Беларусь  непоспредственно в своём доме и передан в Московское РУВД г. Минска. 14 декабря 2020 г. судья суда Московского района г. Минска Татьяна Мотыль вынесла постановление об административном аресте А.Мацука на 15 суток за организацию празднования 4 декабря 2020 г. с соседями и коллегами дня рождения во дворе дома, где он постоянно проживает. Празднование дня рождения было названо в постановлении суда несанкционированным массовым мероприятием. Вышел на свободу 26 декабря 2020 г.

## Научная деятельность
В сферу научных интересов Андрея Мацука входит изучение:
- внутриполитического положения белорусских земель ВКЛ XVIII в.,
- особенностей устройства и функционирования парламентской системы ВКЛ XVIII в.,
- закономерностей и особенностей формирования и функционирования региональных поветовых элит ВКЛ в XVIII в.,
- истории государства и права, а также правовой и политической мысли ВКЛ XVIII в.

С 2004 г. является участником нескольких международных научно-исследовательских проектов, которые были реализованы и реализуются под руководством проф. Генриха Люлевича (1950-2019) и профессора Анджея Рахубы. Среди них проект издания депутатов Главного Трибунала ВКЛ, списков урядников и сановников ВКЛ (NPRH nr N N108 203536; NPRH nr 12H 11 0016 80; NPRH nr 11H 11 0036 80; NPRH nr 11H 18 0370 86), парламентариев ВКЛ на сеймах Речи Посполитой (NPRH nr 11H 18 0130 87), а также проекта по изданию актов новогородского (новогрудского) соймика (NPRH nr 0057/NPRH2/H11/81/2012).
Автор более 120 научных работ.

### Монографии
- Барацьба магнацкіх груповак у ВКЛ (1717–1763 гг.). Мінск: Медысонт, 2010. 640 с.
- Полацкае ваяводства ў XVIII ст.: ваявода, шляхецкая эліта, соймікі. Мінск: Беларуская навука, 2014. 230 с.
- Грамадска-палітычнае жыццё Вялікага Княства Літоўскага ў часы бескаралеўя 1733–1735 гг. Мінск: Беларуская навука, 2020. 366 с.: іл.
- Павятовыя соймікі ў сацыяльна-палітычным жыцці Вялікага Княства Літоўскага (1697-1764 гг.). Vilnius: Logvino literatūros namai, 2022. 850 с.

### Коллективные монографии
- Dzieje rodziny Ciechanowieckich herbu Dąbrowa (XIV–XXI wiek) (в соавторстве: Henryk Lulewicz, Andrzej Rachuba, Jolanta Sikorska-Kulesza, Stanisław Dumin, Andrzej Haratym, Andrej Macuk, Agnieszka Pospiszil) Andrzej Rachuba (red.). Warszawa: DiG, 2013. 614 s.
- Гісторыя Навагрудка — з глыбінь вякоў да нашых дзён = История Новогрудка — из глубин веков до наших дней / [М. П. Касцюк і інш.], рэд. кал.: М. П. Касцюк (гал. рэд.). 1-е выд. Мінск: Белстан, 2014; 2-е выд. Мінск : Белстан, 2016.
- История белорусской государственности: В 5 т. Т. 1 : Белорусская государственность: от истоков до конца XVIII в. / А. А. Коваленя [и др.]; отв. ред. тома О. Н. Левко, В. Ф. Голубев; Нац. акад. наук Беларуси, Ин-т истории. Минск : Беларуская навука, 2018.

### Научно-справочные издания
- Deputaci Trybunału Głównego Wielkiego Księstwa Litewskiego (1697–1794): Spis / pod red. Andrzeja Rachuby; oprac. Andrzej Rachuba i Przemysław P. Romaniuk przy współpracy Andreja Macuka i Jewgienija Aniszczenki; Instytut Historii Polskiej Akademii Nauk. Warszawa: DiG, 2004. 448 s.
- Urzędnicy Wielkiego Księstwa Litewskiego : Spisy: w X t. / PAN, Instytut Historii; red. Andrzej Rachuba, Henryk Lulewicz. Warszawa: Wydawnictwo «DiG», Wydawnictwo IH PAN, 2003–<2024>. Tom I: Województwo wileńskie. XIV–XVIII wiek. / pod red. Andrzeja Rachuby, oprac. Henryk Lulewicz, Andrzej Rachuba, Przemysław P. Romaniuk przy współudzialie Uładzimira Jamialjanczyka i Andreja Macuka. Warszawa: DiG, 2004. 764 s. ISBN 8371813058, ISBN 9788371813054
- Urzędnicy Wielkiego Księstwa Litewskiego: Spisy: w X t. / PAN, Instytut Historii; red. Andrzej Rachuba, Henryk Lulewicz. Warszawa: Wydawnictwo «DiG», Wydawnictwo IH PAN, 2003–<2024>. Tom II: Województwo trockie. XIV–XVIII wiek. / pod red. Andrzeja Rachuby, oprac. Henryk Lulewicz, Andrzej Rachuba, Przemysław P. Romaniuk przy współpracy Jaugiena Aniszczanki i Andreja Macuka. Warszawa: DiG, 2009. 687 s. ISBN 8371814534, ISBN 9788371814532
- Urzędnicy Wielkiego Księstwa Litewskiego: Spisy: w X t. / PAN, Instytut Historii; red. Anrzej Rachuba, Henryk Lulewicz. Warszawa: Wydawnictwo «DiG», Wydawnictwo IH PAN, 2003–<2024>. T. V: Ziemia połocka i województwo połockie. XIV–XVIII wiek / IH PAN; pod red. Henryka Lulewicza, oprac. Henryk Lulewicz, Andrzej Rachuba, Andrzej Haratym, Andrej Macuk, Andrej Radaman przy współpracy Witala Hałubowicza i Przemysława P. Romaniuka. Warszawa: Wydawnictwo IH PAN, 2018. 305, [1] s. ISBN 8365880490, ISBN 9788365880499
- Urzędnicy Wielkiego Księstwa Litewskiego: Spisy: w X t. / PAN, Instytut Historii; red. A. Rachuba, H. Lulewicz. Warszawa: Wydawnictwo «DiG», 2003—2014, Wydawnicto IH PAN, 2018-<2024>. T. VI: Ziemia nowogródzka i województwo nowogródzkie XV—XVIII wiek / IH PAN; red. Andrzej Rachuba, oprac. Henryk Lulewicz, Tomasz Jaszczołt, Andrej Radaman, Andrzej Rachuba, Przemysław P. Romaniuk, Andrej Macuk, Adam Danilczyk, Andrzej Haratym. — Warszawa: IH PAN, 2024.524 s. ISBN 978-83-66911-67-3
- Urzędnicy Wielkiego Księstwa Litewskiego: Spisy: w X t. / PAN, Instytut Historii; red. A. Rachuba, H. Lulewicz. Warszawa: Wydawnictwo «DiG», Wydawnicto IH PAN, 2003–<2024>. T. VIII: Ziemia brzeska i województwo brzeskie XIV–XVIII wiek / IH PAN; red. Andrzej Rachuba, oprac. Henryk Lulewicz, Tomasz Jaszczołt, Andrej Radaman, Andrzej Rachuba, Przemysław P. Romaniuk, Andrej Macuk, Adam Danilczyk, Andrzej Haratym. Warszawa: IH PAN, 2020. 405 s. ISBN 978-83-65880-89-5
- Urzędnicy Wielkiego Księstwa Litewskiego: Spisy: w X t. / PAN, Instytut Historii; red. Andrzej Rachuba, Henryk Lulewicz. Warszawa : Wydawnictwo «DiG», Wydawnictwo IH PAN, 2003–<2024>. T. IX: Województwo mścisławskie. XVI–XVIII wiek / IH PAN; pod red. Andrzeja Rachuby, oprac. Henryk Lulewicz, Tomasz Jaszczołt, Andrej Radaman, Andrzej Rachuba, Przemysław P. Romaniuk, Andrej Macuk, Adam Danilczyk i Andrzej Haratym. Warszawa: Wydawnictwo IH PAN, 2019. 262 s. ISBN 978-83-65880-76-5

### Научные сборники
- Да сваёй гісторыі: Сярэднявечча і Ранні Новы час: зборнік навуковых артыкулаў, прысвечаных памяці Паўла Лойкі / навук. рэд. В. А. Варонін. Смаленск: Інбелкульт, 2013. 156 с.

### Избранные научные статьи
https://nasb-by.academia.edu/AndreiMacuk

## Награды и премии
- Лауреат стипендии Президента Республики Беларусь талантливым молодым учёным в 2010 году.
- Лауреат Премии[бел.] Международного Конгресса исследователей Беларуси[бел.] за лучшую научную публикацию 2020 года в номинации История (монографии) с монографией «Грамадска-палітычнае жыццё Вялікага Княства Літоўскага ў часы бескаралеўя 1733—1735 гг.» (Минск: Беларуская навука, 2020).[14]
- Лауреат Награды «Rocznika Lituanistycznego» за 2022 год.[15]